# Interdisciplinarnost
Interdisciplinarnost je vrsta akademske suradnje u kojem stručnjaci različitih akademskih disciplina rade prema zajedničkim ciljevima.
Interdisciplinarni programi obično se razvijaju iz uvjerenja kad tradicionalne discipline pojedinačno nisu u mogućnosti riješiti određene ključne probleme. 
Brojni znanstvenici vjeruju da se najhitnije probleme čovječanstva (uključujući AIDS, globalno zatopljenje i gubitak biološke raznolikosti) može riješiti kroz interdisciplinarne pristupe. 
Interdisciplinarne skupine stvaraju stručnjaci koji su obučeni u različitim područjima i rade na istom projektu.